# John Lingen
Sir John Lingen of Sutton (auch Lyngen, † 15. Oktober 1506) war ein englischer Ritter.

## Leben
John Lingen war ein Sohn von Ralph Lingen und Jane Russel. Er war Gutsherr von Lingen und Sutton St. Nicholas in Herefordshire. In den Jahren 1466 und 1472 amtierte er als Sheriff von Herefordshire.
Schon am Anfang der Rosenkriege stand John Lingen auf der Seite von Richard, 3. Duke of York und dem Haus York und gehörte zu den Männern unter Führung von William Herbert, 1. Earl of Pembroke und Walter Devereux, die 1456 in Wales einmarschierten, Carmarthen Castle einnahmen und Edmund Tudor, 1. Earl of Richmond inhaftierten. Im Verlauf der Kriege kämpfte er für York 1461 in der Schlacht von Mortimer’s Cross, bei Barnet (1471) und am 4. Mai desselben Jahres bei Tewkesbury. Auf dem Schlachtfeld von Tewkesbury erhielt er nach der Schlacht den Ritterschlag als Knight Bachelor. Sir John soll auch am 22. August 1485 bei der Schlacht von Bosworth für Richard III. gekämpft haben.
Sir John starb 1506, sein Grab befindet sich in der Kirche von Aymestrey in Herefordshire.

## Ehe und Nachkommen
Sir John Lingen war verheiratet mit Isabel (* vor 1441), dritte Tochter und Co-Erbin des Sir John Burgh (1414–1471). Sie hatten mindestens einen Sohn, Sir John Lingen († 1530), der 1486 zum Knight Bachelor geschlagen wurde, 1486, 1495 und 1497 Sheriff von Herefordshire war und Eleanor, Tochter des Thomas Milwater, heiratete.